# Frederik Karel van Pruisen (1828-1885)
Frederik Karel Nicolaas (Berlijn, 20 maart 1828 - Klein Glienicke, 15 juni 1885), prins van Pruisen, bijgenaamd de IJzeren Prins, de Rode Prins en Prinz Alltyd-Vörup, was een Pruisische generaal en veldmaarschalk.

## Levensloop
Frederik Karel was de zoon van prins Karel, een jongere broer van keizer Wilhelm I, en Marie van Saksen-Weimar-Eisenach, een dochter van groothertog Karel Frederik. Hij kreeg van 1842 tot 1846 een militaire opleiding van de latere minister van Oorlog Albrecht von Roon en studeerde vervolgens onder diens begeleiding aan de Universiteit van Bonn. In 1848 nam hij in het gevolg van generaal Friedrich von Wrangel deel aan de Eerste Duits-Deense Oorlog. In 1849 redde hij een kind uit de Rijn bij Bonn. Hij ontving de Reddingsmedaille. Bij de veldtocht tegen de Badense Revolutie in 1849 raakte hij zwaargewond.
Hij werd in 1852 kolonel, in 1854 generaal-majoor en in 1856 luitenant-generaal. Ondertussen wijdde hij zich aan militair-wetenschappelijke studies, waarvan hij de resultaten in lezingen en artikelen aan een select publiek meedeelde. In 1860 werd hiervan, kennelijk zonder Frederik Karels medeweten, een afschrift gepubliceerd onder de titel Eine militärische Denkschrift von P. F. K., dat door de hervormingsvoorstellen erin opzien baarde.
Frederik Karel, sinds 1861 generaal der cavalerie, kreeg in 1864 het opperbevel over de Pruisische troepen in de Tweede Duits-Deense Oorlog, waarin hij Pruisen met de succesvolle bestorming van Dybbøl de overwinning bracht. In de Pruisisch-Oostenrijkse Oorlog van 1866 trok hij als opperbevelhebber van het eerste leger Bohemen binnen, versloeg hij bij Gitschin de Oostenrijkers onder Eduard Clam-Gallas (29 juni) en bewerkte hij een beslissende overwinning in de Slag bij Königgrätz (3 juli). Als opperbevelhebber van het tweede Duitse leger in de Frans-Duitse Oorlog van 1870/1871 dreef hij de Franse troepen van François-Achille Bazaine naar Metz en bereikte hij de capitulatie van die stad. De volgende dag werd hij gepromoveerd tot veldmaarschalk. Vervolgens veroverde hij Orléans en versloeg hij Antoine Chanzy bij Le Mans, waardoor het West-Franse verzet tot een einde kwam. Frederik Karel werd onderscheiden met het Grootkruis van de Orde Pour le Mérite en het Grootkruis van het IJzeren Kruis.

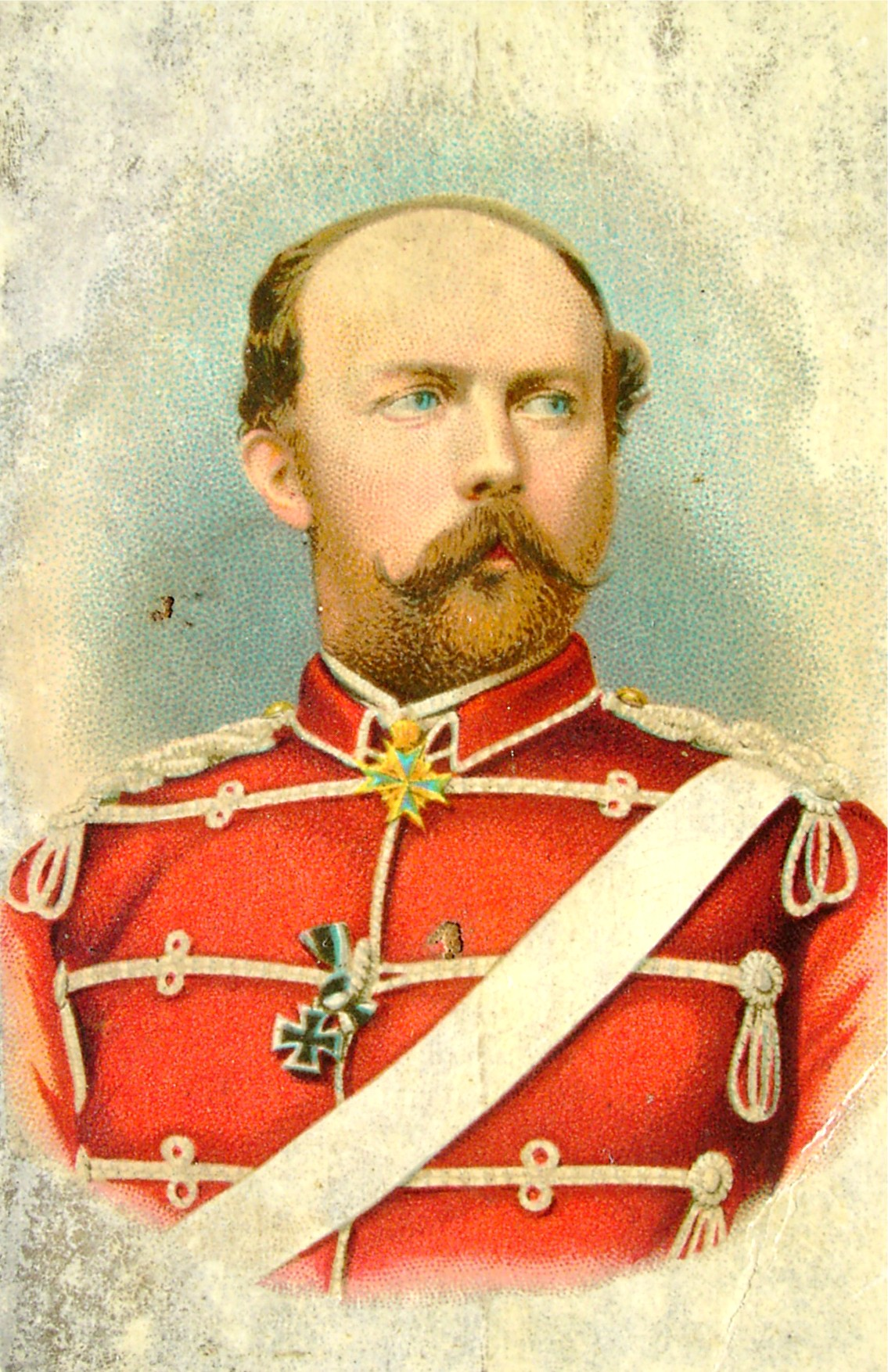
De Rode Prins

Na de oorlog werd Frederik Karel inspecteur-generaal van de derde Duitse legerinspectie en inspecteur van de Pruisische cavalerie. Tsaar Alexander II benoemde hem tot Russisch veldmaarschalk.
Het huwelijk van zijn dochter bracht Frederik Karel dichter bij de Nederlandse dynastie. Op 23 augustus 1878 werden zijn vader, hij en zijn neef Frederik, de latere keizer Frederik III van Duitsland, als Grootkruisen opgenomen in de Militaire Willems-Orde. De sterren droegen op de achterzijde de inscriptie "Wilhelm III. König der Niederlande / bei der Vermählung der Prinzessin Marie von Preussen / und Prinz Heinrich der Niederlande. / Potsdam, am 24. August 1878."
De prins was in 1859 zelf de stichter van een jachtorde, de "Orde van het Witte Hert van Sint Hubertus".

## Huwelijk en kinderen
Frederik Karel was sinds 1854 gehuwd met Maria Anna van Anhalt-Dessau, een dochter van hertog Leopold IV Frederik. Uit het huwelijk werden vijf kinderen geboren:
- Maria Elisabeth Louise Frederika (1855-1888), gehuwd met prins Hendrik der Nederlanden, later met prins Albert van Saksen-Altenburg
- Elisabeth Anne (1857-1895), gehuwd met groothertog Frederik August van Oldenburg
- Anne Victoria Charlotte Augusta Adelheid (1858-1858)
- Louise Margaretha Alexandra Victoria Agnes (1860-1917), gehuwd met Arthur van Connaught en Strathearn
- Joachim Karel Willem Frederik Leopold (1865-1931), gehuwd met Louise, dochter van Frederik van Sleeswijk-Holstein-Sonderburg-Augustenburg

Frederik Karel van Pruisen · Frederik III van Pruisen · Eberhard Herwarth von Bittenfeld · Karl Friedrich von Steinmetz · Helmuth von Moltke · Albert van Saksen · Albrecht von Roon · Edwin von Manteuffel · Leonhard von Blumenthal · George van Saksen · Albert van Pruisen · Albrecht van Oostenrijk · Frans Jozef I van Oostenrijk · Alfred von Waldersee · Gottlieb von Haeseler · Wilhelm von Hahnke · Walter von Loë · Arthur van Connaught en Strathearn · Carol I van Roemenië · Max von Bock und Pollach · Alfred von Schlieffen · Colmar von der Goltz · George V van het Verenigd Koninkrijk · Frederik August III van Saksen · Constantijn I van Griekenland · Paul von Hindenburg · Karl von Bülow · Frederik van Oostenrijk · August von Mackensen · Lodewijk III van Beieren · Willem II van Württemberg · Rupprecht van Beieren · Leopold van Beieren · Albrecht van Württemberg · Ferdinand I van Bulgarije · Mehmed V van het Ottomaanse Rijk · Franz Conrad von Hötzendorf · Karel I van Oostenrijk · Hermann von Eichhorn · Remus von Woyrsch · August van Württemberg